# エオランビア
エオランビア（Eolambia）は白亜紀中期に現在のアメリカに生息していたイグアノドンティアの草食鳥脚類恐竜の属の一つである。

## 発見と命名

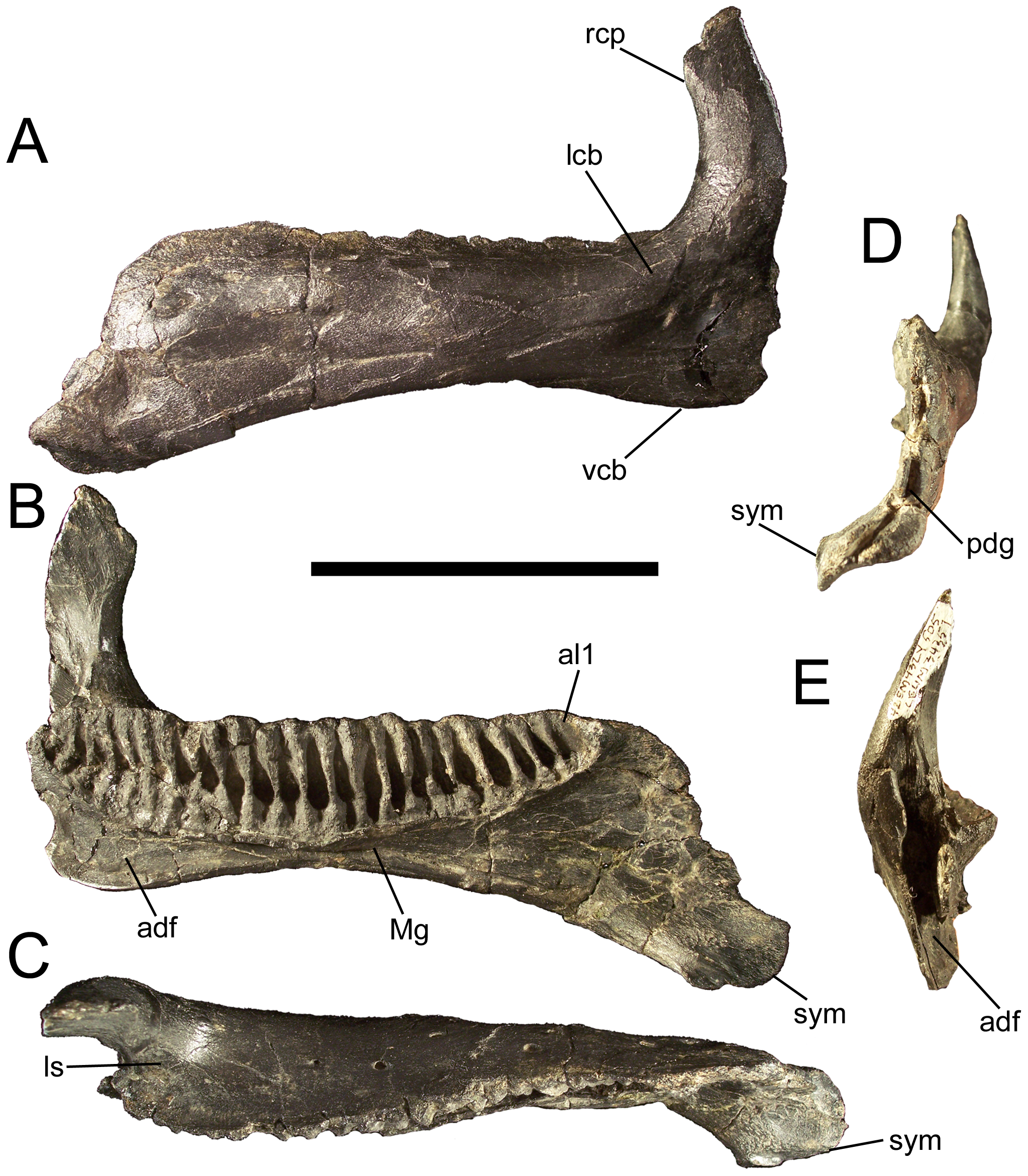
歯骨の標本CEUM 34357

1992年にCarole Jonesと夫のRamal Jonesはユタ州、エメリー郡のキャッスルデイル近郊にあるSan Rafael Swell Anticlineで化石発掘サイトを発見し、この場所は彼女に敬意を表しCarol Quarry〔ママ〕 と名づけられた。1994年にジェームス・カークランドによりこのサイトから真鳥脚類の化石が報告された。これらの化石に基づいて1998年にタイプ種Eolambia caroljonesa がカークランドにより記載された。属名は古代ギリシャ語で「暁」もしくは「朝」を意味するἠώς（eos）から「早い」の意味で、Lambia はランベオサウルスの由来で知られる、カナダの著名な古生物学者ローレンス・ラムに由来するものである。全体で「暁の（早期の）ランベオサウルス類」の意味である。種小名はCarole Jonesに献名されたものである。この属種は公式に発表される前に「Eohadrosaurus caroljonesi」としても知られていた。決定した名前はMichael Skrepnickによって提案されたものである。 

## 特徴
ホロタイプ標本CEUM 9758はセダーマウンテン層Mussentuchit部層で発見され、年代は以前にはアルブ期後期と推定されていたが、おそらくセノマン期の約9850万年前である。この標本は部分骨格である。この他に成体と幼体、卵と胚の化石が発見されている。パラタイプはCEUM 5212、CEUM 27749およびCEUM 24389である。少なくとも11個体の化石が発見されており、骨格のほとんどの要素が見つかっている。
ホロタイプの頭骨の長さは約1 mで、カークランドは体長9 mと推定している。頭骨は比較的平らで、細長い。グレゴリー・ポールは2010年に体長6 m、体重1 tと推定している

## 分類
カークランドは最初、最も基底なランベオサウルス亜科だと考えエオランビアをハドロサウルス科に分類した。後の系統解析ではハドロサウルス科の外の基底的なハドロサウルス上科であることが示された。プロバクトロサウルスに最も近縁である。

## 註
1. ↑  J.I. Kirkland and D. Burge, 1994, "A large primitive hadrosaur from the Lower Cretaceous of Utah", Journal of Vertebrate Paleontology 14(3, suppl.):32A
2. ↑  J.I. Kirkland, 1998, "A new hadrosaurid from the upper Cedar Mountain Formation (Albian-Cenomanian: Cretaceous) of eastern Utah - the oldest known hadrosaurid (lambeosaurine?)", In: Lower and Middle Cretaceous Terrestrial Ecosystems, S. G. Lucas, J. I. Kirkland & J. W. Estep (eds.). New Mexico Museum of Natural History and Science Bulletin 14: 283-295
3. ↑  Paul, G.S., 2010, The Princeton Field Guide to Dinosaurs, Princeton University Press p. 294
4. ↑  Head, J.J., 1999, "A reassessment of the phylogenetic status of Eolambia caroljonesa (Ornithischia: Iguanodontia), with comments on the North American iguanodontian record", Journal of Vertebrate Paleontology 19 (supplement to 3):50A
5. ↑  McDonald, A. T.; Bird, J.; Kirkland, J. I.; Dodson, P. (2012). Evans, David C. ed. “Osteology of the Basal Hadrosauroid Eolambia caroljonesa (Dinosauria: Ornithopoda) from the Cedar Mountain Formation of Utah”. PLoS ONE 7 (10):  e45712. doi:10.1371/journal.pone.0045712. PMC 3471925. PMID 23077495.

## 参照
- Reclassification of Eolambia